# Chief Lake
Chief Lake è un comune (CDP) degli Stati Uniti, situato in Wisconsin, nella Contea di Sawyer.